# كرايغ جونسون (مدرب رياضي)
كرايغ جونسون (بالإنجليزية: Craig Johnson)‏ هو مدرب رياضي أمريكي، ولد في 3 مارس 1960 في رومي في الولايات المتحدة.